# Tragedia del Festival Axe Ceremonia 2025
La tragedia del Festival Axe Ceremonia 2025 fue un accidente en el que dos personas, Berenice Giles Rivera y Miguel Ángel Rojas Hernández,  murieron aplastadas por una plataforma elevadora usada para sostener un anunció que cayó junto a uno de los escenarios, ocurrido el 5 de abril de 2025, durante el festival musical de nombre homónimo realizado en el Parque Bicentenario, ubicado en la Ciudad de México. Debido a esto, la alcaldía local ordenó la suspensión del evento.

## Antecedentes

### El festival
El Festival AXE Ceremonia, es un evento anual realizado en patrocinio con la empresa de desodorantes AXE —perteneciente a la multinacional británica Unilever— en México desde el año 2013 con el propósito de dar a conocer músicas alternativas.

En el año 2022 cambió de sede de Toluca a Ciudad de México, exactamente al Parque Bicentenario. 

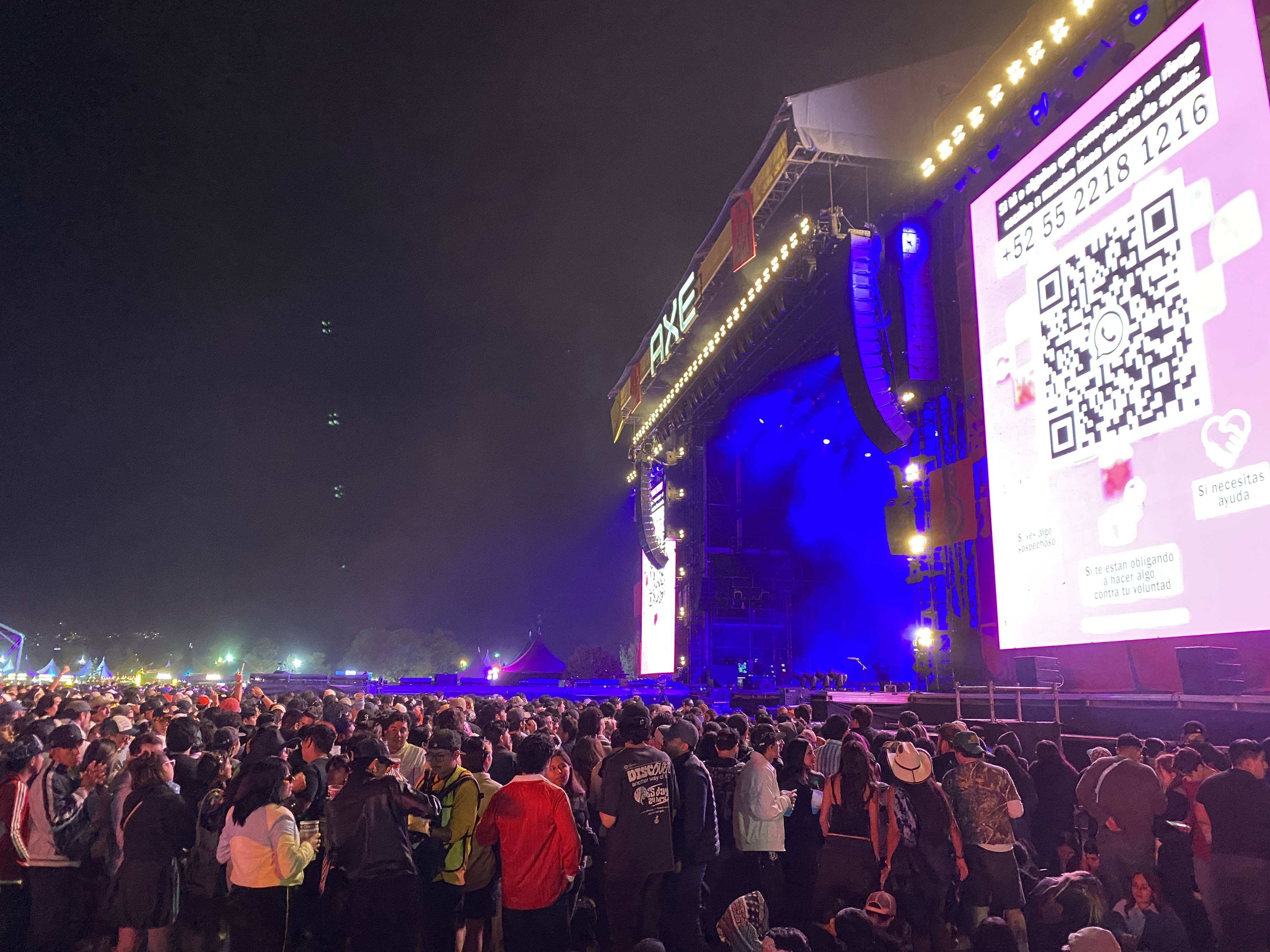
Escenario AXE de 2025 previo a la presentación de Natanel Cano.

En la edición de 2025, el festival tendría fecha de inicio el sábado 5 de abril a partir de 14:00 horas. Entre los artistas que se presentarían se encontraban Natanael Cano, Tyler, the Creator, Massive Attack, Nathy Peluso, Charli XCX, entre otros. Este hecho llamó la atención de varios medios y fotógrafos, entre ellos Berenice Giles y Miguel Ángel Rojas, los cuales fueron mandados por el medio Mr.Indie a dar cobertura al evento.
El modelo 3A —conocido como móvil vertical o elevadora de tijera— fueron colocadas como decoraciones en varios puntos del festival para la marca AXE. Por lo que informan las investigaciones preliminares, las mismas no estaban colocadas ni habían sido registradas en los planes cuando se le dio el visto bueno al evento. De igual manera, según indican especialistas, por los materiales con las que estas estaban hechas, no podían soportar una estructura de ese tamaño. Materiales de documentación como los de la Federación Internacional de Acceso Motorizado (IPAF, por sus siglas en inglés) son explícitos en no usar banners en este tipo de plataformas elevadoras por el posible «efecto vela» que pueden sufrir ante vientos fuertes y se menciona que la mayoría de estos instrumentos son de uso en interiores. De hecho, la misma asociación informó que la plataforma usada es la que más presentó accidentes a nivel global según sus registros.

### El parque
Por su parte, el Parque Bicentenario fue construido en 2010 y fue administrado por la Secretaría de Medio Ambiente y Recursos Naturales (SEMARNAT). El 1 de marzo de 2018, el Instituto de Administración y Avalúos de Bienes Nacionales (INDAABIN) de la Secretaría de Hacienda y Crédito Público (SHCP) le dio la concesión de operación del parque a la empresa Operadora de Proyectos de Entretenimiento NLP, misma que la obtuvo por 25 años. A cambio, la empresa tenía que dar anualmente al gobierno 1 millón 271 mil pesos mexicanos (63 744 dólares estadounidenses en 2025) y «procurar el mantenimiento adecuado del parque».
Los accionistas de Operadora de Proyectos de Entretenimiento NLP son los hermanos Charles Edward y George Mcphail Trouyet. Este último, según registros públicos, es también accionista de la empresa Grupo de Seguridad Privada CAMSA, misma que era concesionaria de una Estación Migratoria en Ciudad Juárez que registró un incendio el 27 de marzo de 2023 en el que murieron 40 migrantes.
Dentro del mismo Parque Bicentenario ocurrió un antecedente similar durante un concierto de RBD, en 2023: Alberto Clavijo murió después de pisar un falso techo sin señalizar y caer dos pisos mientras fotografiaba en el evento.

## Cronología

### Accidente
Durante el primer día del festival, cuando los fotoperiodistas Berenice y Miguel Ángel se encontraban dando cobertura al evento, para alrededor de las 17:00 horas, una estructura decorativa que se encontraba sostenida por una plataforma elevadora tipo tijera cayó sobre ellos, cerca al escenario AXE mientras tocaba Meme del Real.
Tras el accidente, las dos víctimas que sufrieron el impacto fueron trasladados al hospital Dr. Rubén Leñero del IMSS Bienestar donde se confirmó su fallecimiento.
Asistentes al evento y periodistas que documentaban el hecho fueron obligados a retirarse de la escena y borrar evidencia fotográfica por seguridad de OCESA y elementos de la Policía Bancaria e Industrial de la Ciudad de México.

### Hechos posteriores

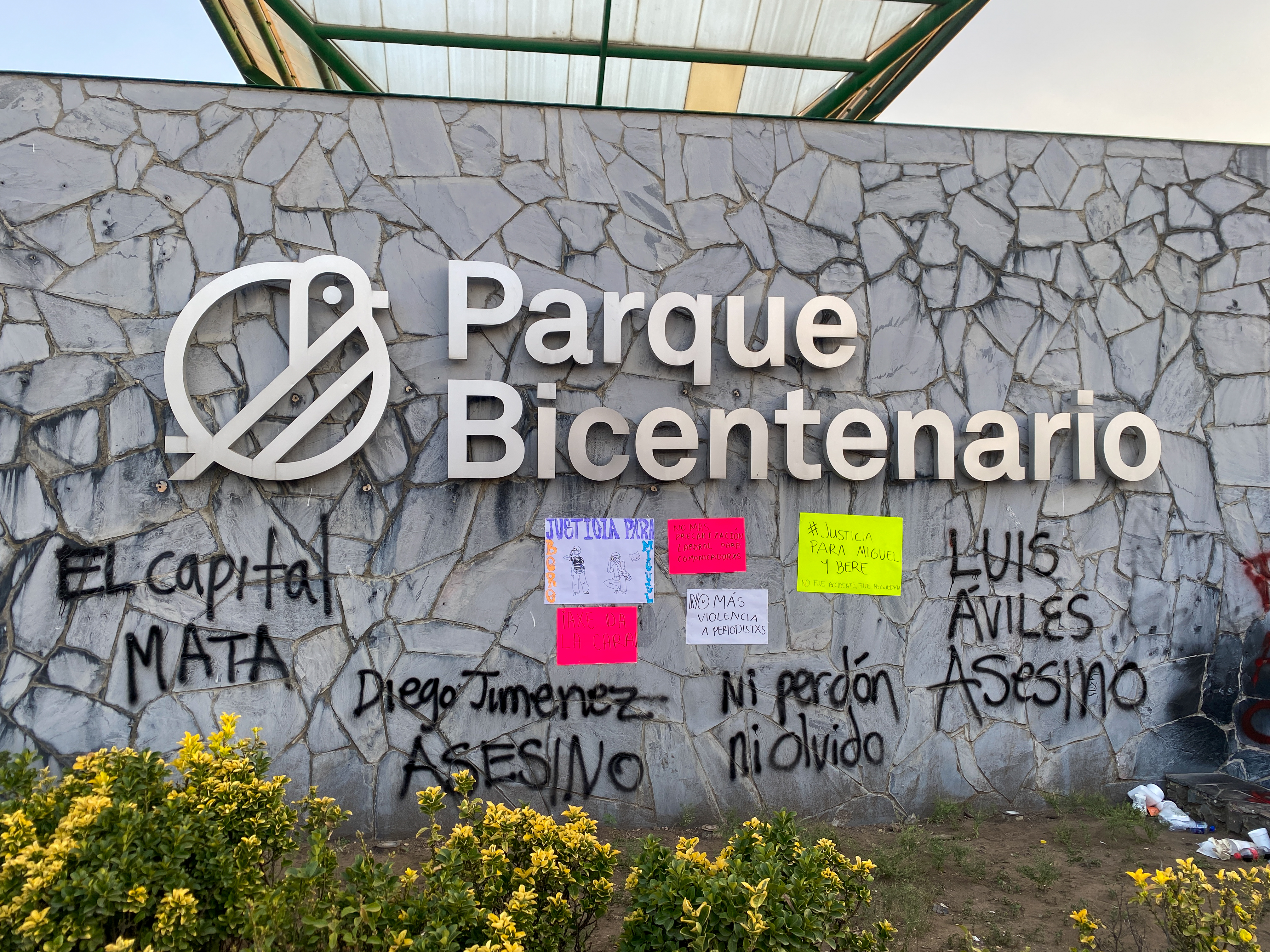
Pintas en el Parque Bicentenario fotografiadas el 6 de abril, en medio de manifestaciones contra el Festival Ceremonia.

Pese a lo sucedido, el Festival Ceremonia continuó con normalidad aparente, usuarios en redes compartieron videos en vivo donde se veía a varios artistas subiendo al escenario tras el accidente. Posteriormente, se informó que los artistas no tenían información del suceso al igual que varios asistentes, lo que generó críticas a los operadores del espectáculo por no haber avisado en mitad del show sobre el incidente.
La empresa organizadora del evento habría informado públicamente del accidente, aunque exclusivamente por sus redes sociales. Se sabe que hacia las 22 hrs. se hace pública la noticia, informando en la cuenta oficial de Instagram de AXE Ceremonia que una estructura había caído sobre dos personas lesionándolas, misma que fue eliminada más tarde. Fue la jefa de gobierno Clara Brugada quien confirmó los hechos.
La Fiscalía General de Justicia de la Ciudad de México ingresó al evento para dar parte de los hechos y abrir un carpeta de investigación. Debido a lo ocurrido, el domingo 7 de abril de 2025, a las 2:15 de la mañana, la alcaldía Miguel Hidalgo dio a conocer en sus redes sociales la colocación de sellos de suspensión de actividades afuera del recinto, tras concluir la verificación junto con personal del Instituto de Verificación Administrativa de la Ciudad de México.
Ese mismo día, fotógrafos, familiares, asistentes al festival y civiles organizaron una vigilia en memoria de las víctimas y manifestaciones exigiendo justicia. La organización defensora de periodistas Artículo 19 manifestó su solidaridad y pidió justicia para las víctimas.

## Reacciones

### Desde Festival Axe Ceremonia
- Los administradores de las redes sociales de Axe Ceremonia publicaron un comunicado que decía que «a raíz del lamentable incidente ocurrido el día de ayer, les informamos que se ha determinado suspender las actividades programadas el día de hoy siguiendo los lineamientos de las autoridades correspondientes».[37]

### Desde el estado
- La presidenta de México, Claudia Sheinbaum, exigió «revisar la concesión al Parque Bicentenario» y que «no debe haber impunidad a los operadores de manera injusta».[38][39]
- El alcalde de Miguel Hidalgo, Mauricio Tabe, se pronunció por lo ocurrido por medio de su cuenta de Twitter, el cual decía «lamento profundamente lo ocurrido hoy durante un evento privado en el Parque Bicentenario. Toda mi solidaridad con las familias de las víctimas».[40]  A la vez que ordenó la suspensión del evento y el cierre del parque anteriormente mencionado.[41]
- La jefa de gobierno de la Ciudad de México, Clara Brugada, se pronunció por este hecho en un mensaje en X, agradeció la «rápida y eficiente respuesta» del personal «que actuaron con diligencia para asegurar la zona y solicitar atención médica inmediata» y a la vez informo que «estarían pendientes de las investigaciones para determinar los responsables».[30]
- La PROFECO llamo al Axe Ceremonia a realizar «los procedimientos requeridos para otorgar el rembolso a los clientes afectados por la suspensión» y de igual manera a los clientes de «realizar el trámite para obtener la devolución de su dinero».[42]
- El Instituto Mexicano del Seguro Social Bienestar por medio de una tarjeta informativa que los paramédicos de la empresa contratada por los organizadores del evento «brindaron atención médica a un hombre y una mujer por Traumatismo Cráneo Encefálico (TCE) y diferentes fracturas en el lugar del colapso».[40]

### Externas
- Los cantantes Valgur y Charli XCX y NSQK, se pronunciaron con mensajes en apoyo a los familiares de las víctimas tras el incidente.[43] La Banda surcoreana TXT, también mando sus condolencias por el accidente.[44]
- La cantante mexicana Luisa Almaguer, quien formó parte de la programación del festival, acudió a la velada convocada el domingo para exigir justicia por Berenice y Miguel Ángel, fue la única.[35]
- La banda The Marias y Ed Maverick avisaron la suspensión de su show y publicando mensajes en honor a los fallecidos en el accidente.[45][46]
- La cantante Ángela Aguilar publicó una frase por medio de sus historias de Instagram, que decía «Ninguna foto vale una vida, Ningún evento vale mas la pena que volver con bien a casa».[47]
- En una presentación en el festival Pa’l Norte, la banda Jumbo dedicó la canción «Fotografías» para Berenice y Miguel.[48]
- La FES Aragón lamentó la muerte de Berenice y Miguel con un comunicado: «Externamos nuestras más profundas condolencias a sus familiares, amigos y seres cercanos. El alto nivel ético, dedicación y responsabilidad fueron parte esencial de la labor profesional de ambos, quienes mostraron su compromiso social para informar veraz y oportunamente desde el lugar de los hechos, cumpliendo en todo momento los preceptos de la actividad periodística».[49]